# Sminthopsis dolichura
Sminthopsis dolichura is een roofbuideldier uit het geslacht van de smalvoetbuidelmuizen. De wetenschappelijke naam van de soort werd voor het eerst geldig gepubliceerd door Kitchener et al. in 1984.

## Kenmerken
De bovenkant is grijs, de onderkant wit. Om de ogen zitten smalle zwarte ringen. De staart is een stuk langer dan de kop-romp en nooit opgezwollen. De kop-romplengte bedraagt 65 tot 95 mm, de staartlengte 85 tot 105 mm, de achtervoetlengte 16 tot 17 mm, de oorlengte 17 tot 19 mm en het gewicht 10 tot 20 g.

## Leefwijze
Deze soort leeft op de grond, is 's nachts actief en leeft van insecten en ander dierlijk voedsel. Van maart tot augustus wordt er gepaard; elk jaar krijgt een vrouwtje één worp van tot acht jongen.

## Verspreiding
Deze soort komt voor in twee populaties in Australië: één in het westen van West-Australië ten oosten van Geraldton en één in het zuiden van Zuid-Australië oostelijk tot Port Augusta. Deze soort komt voor in droge, open vegetatie.
Sminthopsis aitkeni · Sminthopsis archeri · Sminthopsis bindi · Sminthopsis boullangerensis · Sminthopsis butleri · Dikstaartsmalvoetbuidelmuis (Sminthopsis crassicaudata) · Sminthopsis dolichura · Sminthopsis douglasi · Sminthopsis froggatti · Sminthopsis fuliginosus · Sminthopsis gilberti · Sminthopsis granulipes · Sminthopsis griseoventer · Sminthopsis hirtipes · Sminthopsis leucopus · Sminthopsis macroura · Gewone smalvoetbuidelmuis (Sminthopsis murina) · Sminthopsis ooldea · Sminthopsis psammophila · Sminthopsis stalkeri · Sminthopsis virginiae · Sminthopsis youngsoni